# 白花重瓣木槿
白花重瓣木槿（学名：Hibiscus syriacus f. albus-plenus）为锦葵科木槿属木槿下的一个变型。分布在中国大陆的江苏、福建、安徽、浙江、湖南、广西、广东、江西、贵州、四川、云南、湖北等地，目前尚未由人工引种栽培。

## 扩展阅读
- 維基物種上的相關：白花重瓣木槿